# دمین کوروتچنکو
دمین کوروتچنکو (اوکراینی: Дем'ян Сергійович Коротченко؛ ۲۹ نوامبر ۱۸۹۴ – ۷ آوریل ۱۹۶۹) سیاست‌مدار اهل امپراتوری روسیه بود. وی دو مرتبه از ۲۱ فوریه ۱۹۳۸ تا ۶ اوت ۱۹۳۹ و از ۴ مارس ۱۹۴۷ تا ۱۵ ژانویه ۱۹۵۴ نخست‌وزیر جمهوری اوکراین شوروی بود.
دمین کوروتچنکو در ۷ آوریل ۱۹۶۹، در سن ۷۴ سالگی درگذشت.
وی همچنین برندهٔ جوایزی همچون قهرمان کار سوسیالیست، نشان لنین، مدال به خاطر پیروزی مقابل آلمان در جنگ بزرگ میهنی (۱۹۴۵–۱۹۴۱)، و مدال شجاعت کار شده‌است.